# Yves-François Blanchet
Yves-François Blanchet (Drummondville, 16 de abril de 1965) es un político canadiense que se ha desempeñado como líder del Bloc Québécois (BQ) desde 2019. Ha sido miembro del Parlamento (MP) por Beloeil-Chambly desde las elecciones de 2019.

## Biografía
Nació el 16 de abril de 1965 en Drummondville, Quebec, es hijo de Pierrette Bédard y Raymond Blanchet. Es graduado de la Université de Montréal, donde obtuvo una licenciatura en historia y antropología en 1987. 
Fue elegido para representar a Drummond en la Asamblea Nacional de Quebec en las elecciones provinciales de 2008. En las elecciones de 2012 fue reelegido, esta vez en el distrito electoral de Johnson. Fue candidatoen las elecciones de 2014 en Québec. También fue Ministro de Desarrollo Sostenible, Medio Ambiente, Vida Silvestre y Parques desde 2012 hasta 2014. También fue miembro del Comité Nacional Juvenil del Parti Québécois en 1988 y director regional del PQ.
El 26 de noviembre de 2018, anunció su candidatura a la dirección del Bloc Québécois (BQ), como ningún otro candidato se presentó, Blanchet fue aclamado oficialmente como líder el 17 de enero de 2019.